# Massacre de Haximu
Le massacre de Haximu est une tuerie de masse perpétrée à Haximu, dans l'État d'Amazonas, en juillet et août 1993. La tuerie est le fait de garimpeiros et fait seize victimes parmi les Indiens Yanomami.

## Contexte
La Constitution brésilienne de 1988 met en place, dans son article 231, la démarcation des terres indigènes, de façon à protéger les terres des peuples indigènes. Toutefois, même en 2020, le chantier de démarcation est loin d'être terminé et de nombreux projets ne sont pas encore validés.
L'exploitation de l'or, après un pic dans les années 1980, est en recul dans les années 1990. 

## Déroulement
À l'extrême nord du Brésil, près de la frontière vénézuélienne, a cohabitation entre orpailleurs et indigènes Yanomami est difficile en 1993. En effet, les chercheurs d'or ont habitué les Indiens à des dons et leur promettent des cadeaux futurs, notamment des hamacs et des vêtements. Comme ils ne respectent pas leur promesse, les Yanomami se font insistants. Les orpailleurs les chassent d'un coup de semonce, mais les Indiens reviennent saccager le camp lors de leur absence. Le 15 juin ou le 15 juillet 1993 suivant les sources, un nouveau groupe d'Indiens vient quémander de la nourriture. Sept orpailleurs demandent à six Indiens Yanomami de les aider à chasser. En chemin, quatre des six Indiens sont assassinés,.
En représailles du massacre, les Yanomami parviennent à tuer un des garimpeiros et à en blesser un autre.
Un mois plus tard, quinze garimpeiros accompagnés de quatre mercenaires spécialement recrutés investissent un campement yanomami et y massacre douze personnes à coups de fusil et de machette : un homme, deux femmes âgées, une femme, trois adolescents, quatre enfants et un bébé. Tous les cadavres sont systématiquement démembrés ou mutilés, et les meurtriers mettent ensuite le feu au campement. Trois jeunes hommes, un vieillard et trois fillettes blessées parviennent à s'échapper. Les circonstances et le déroulement de la tuerie sont portés à connaissance du ministère public par Carlo Zacquini, un religieux italien en mission dans la région,,,.
Après le massacre, les assassins se dispersent. De leur côté, les Indiens survivants incinèrent les corps mutilés, afin d'emporter avec eux les cendres des victimes. Puis commence un exil d'un mois, à la recherche d'une zone exempte de chercheurs d'or ; durant ce voyage, une des fillettes meurt de ses blessures.

## Conséquences
Vingt-quatre garimpeiros sont incriminés par le ministère public dès octobre 1993, dont cinq sont identifiés. En décembre 1996, ces derniers sont condamnés par le tribunal régional fédéral de la première région Pedro Emiliano Garcia, Eliézio Monteiro Neri, Juvenal Silva, João Pereira de Morais et Francisco Alves Rodrigues. Les orpailleurs font appel devant le Tribunal supérieur de justice (Brésil) (pt), qui confirme le jugement en 2000. Enfin, en 2006, le Tribunal suprême fédéral ratifie la décision de qualifier le crime de génocide. Le seul citoyen brésilien vivant condamné, par contumace, pour le motif de crime contre l'humanité, est arrêté dans le Roraima le 27 septembre 2018, au terme d'une opération de police rassemblant deux cents personnes.